# Yupanquia schiapelliae
Yupanquia schiapelliae är en spindelart som beskrevs av Pekka T. Lehtinen 1967. Yupanquia schiapelliae ingår i släktet Yupanquia och familjen mörkerspindlar. Inga underarter finns listade i Catalogue of Life.